# Соловьёвка (Московская область)
Соловьёвка — деревня в Можайском районе Московской области России. Входит в состав сельского поселения Замошинское.
Расположена на 132 км Минского шоссе М1.

## Население
По данным Всероссийской переписи 2010 года и данным на 2006 год численность постоянного населения деревни составила 4 человека. 
Но по последней переписи 2020 года в этой деревне количество жителей увеличилось до 77 человек.